# Ulak Banding
Ulak Banding is een bestuurslaag in het regentschap Ogan Ilir van de provincie Zuid-Sumatra, Indonesië. Ulak Banding telt 271 inwoners (volkstelling 2010).